# AH-J3002V
AH-J3002Vは、日本無線が開発製造し、DDIポケット/ウィルコムが販売していたPHS端末である。ここではほぼ同一の仕様を持つAH-J3001Vについても解説する。

## 概要
DDIポケットのAirH"Phone第一弾として、日本の携帯電話、PHSで初めてパケット定額制に対応した端末である。H"LinkやPメールDXといったこれまでの独自コンテンツ形式を廃し、代わりにC-HTMLブラウザを搭載し携帯電話向けのWEBページを閲覧できる。端末単体でのインターネット接続の際にもDDIポケットが用意したClub AirH"という接続サービスのみならず、他のインターネットサービスプロバイダを選んで接続が可能。
またDXメールやSoundMarketへの対応を省き、POP3メール対応、αPHS子機非対応で代わりに自営2版対応、外部接続端子をαPHS方式からmini USB端子に変更するなど、これまでのDDIポケット独自の機能を廃しパソコンとの親和性を高くしたことが特徴である。着信メロディも独自形式のfeel sound形式に加えMIDI形式も利用可能。国際ローミングにも対応と、当時はそれ以降のDDIポケット端末のあり方を定義した画期的な端末とされた。一方で液晶画面のクオリティが当時の水準としても質の低い物であるなどが指摘されていた。これはAIR-EDGEなどのデータ通信事業に軸足を移していた当時のDDIポケットの経営事情も影響していた。
AH-J3001VはAH-J3002Vから背面液晶を省き、カラーバリエーションを変更した廉価機という位置づけである。機能面での差違はない。
当初は初回生産分の6万台にのみUSB接続ケーブルが同梱されるとあったが、実際は販売末期にも同梱されていた。USBケーブルはその後のウィルコム音声端末にも一部を除き標準で同梱されるようになる。
愛称として「味ぽん」がある（詳細は「AIR-EDGE#愛称」を参照）。
開発を担当した日本無線の携帯電話・PHSにおけるラインアップの中で、AH-J3001VとAH-J3002Vは2011年時点で折りたたみ式を採用した唯一の機種となっている。また、日本無線はかつてアステルでAJ-51というオープンインターネット対応PHSを発売したことがあり、この2機種はその流れを汲む機種と見ることも出来る。

## 沿革
発売後も、2年を超える長い期間にわたってファームウエアが更新され続けた事も特筆すべき点である
- 2003年2月27日 - 新ブランドAirH"Phoneとして2機種を発表。
- 2003年4月1日 - 発売
- 2003年4月23日 - ファームウエアVer.1.14を公開
- 2003年5月8日 - ファームウエアVer.1.15を公開
- 2003年6月11日 - ファームウエアVer.1.16を公開
- 2003年7月16日 - ファームウエアVer.1.20を公開。PBXに新たに対応。
- 2003年9月17日 - ファームウエアVer.1.21を公開
- 2003年12月15日 - ファームウエアVer.1.25を公開。タイでの国際ローミングに対応。
- 2004年3月17日 - ファームウエアVer.1.27を公開
- 2004年7月1日 - ファームウエアVer.1.28を公開
- 2004年12月15日 - ファームウエアVer.1.33を公開
- 2005年4月1日 - ファームウエアVer.1.40を公開。ウィルコムへの社名変更に対応してメニューが一部変更されている。
- 2005年7月15日 - ファームウエアVer.1.43を公開。
- 2012年2月29日 - PHS制御チャネル移行非対応端末のため、サービス終了。